# Шегата настрана: наука, философия и култура
„Шегата настрана: наука, философия и култура“ (на английски: Beyond the Hoax: Science, Philosophy, and Culture) е книга от Алан Сокал, която детайлизира историята на Аферата Сокал.

## Модерни глупости
„Шегата настрана“ е втората книга на Сокал по въпроса (първата е Интелектуални измами от 1997) и в нея Сокал и съавторката Брикмон изследват две взаимосвързани теми:
- обвиняваната като некомпетентна и претенциозна употреба на научни концепции (най-често математически и физически) от група влиятелни постмодернистични философи и интелектуалци;
- проблемите на когнитивния релативизъм, тоест идеята, че "модерната наука не е нищо повече от „мит“, „разказ“ (нарация) или „социална конструкция“ сред други разкази, митове и т.н.

## Прием
Вестник Таймс пише, че есетата на Сокал, както и неговата шега, постигат тяхната цел, като ни напомнят думите на викторианския математик-философ Уилям Кингдон Клифърд, че „Грешно е, винаги и навсякъде, да се вярва нещо без достатъчни доказателства.“
Майкъл Шърмър казва, че в науката „някои възгледи са по-висши от други, независимо от цвят, пол [мъж или жена], страна на произход на учения, който поддържа дадено гледище“. 